# Observatoire de l'immobilier durable
Pour les articles homonymes, voir OID (homonymie).
L'Observatoire de l'immobilier durable, ou OID, association loi de 1901, est un espace d’échange indépendant du secteur immobilier tertiaire sur le développement durable et l'innovation.  Créé en 2012, il vise à favoriser la performance environnementale, sociale et sociétale de l’immobilier français et à valoriser toutes les démarches qui y contribuent. En 2020, l’OID compte 56 membres engagés pour le développement durable.

## Contexte
Alors que la France vise un objectif de neutralité carbone en 2050, grâce notamment à la réduction des consommations énergétiques, le secteur du bâtiment, résidentiel et tertiaire confondus, est le principal consommateur d'énergie en France. En 2017, le Ministère de la Transition Ecologique et Solidaire (MTES) rappelle que le secteur du bâtiment représente 44 % de la consommation énergétique finale française, loin devant le secteur des transports (31 %) et l’industrie (26 %). Par ailleurs, ce secteur émet 26 % des émissions de Gaz à Effet de Serre (GES), dues aux consommations énergétiques et émissions directes (scopes 1 et 2). C’est la raison pour laquelle le MTES indique dans son projet de Stratégie Nationale Bas Carbone présenté fin 2018 que « Par rapport aux objectifs de réduction des émissions, on constate que le secteur résidentiel/tertiaire est en retard à court terme, avec des dépassements des parts annuelles indicatives 2015 à 2017 du budget carbone et un risque réel de ne pas tenir les objectifs nationaux et européens à 2030 si la trajectoire n’était pas rapidement infléchie. […] Cela conduit à devoir accélérer la baisse des émissions à court terme, et ce dans un contexte global où l’objectif de neutralité carbone fixé en 2017 conduit à accentuer le rythme et l’intensité des objectifs fixés par la première SNBC. ».  
Afin de réduire les consommations énergétiques des bâtiments existants, la Loi Grenelle II dispose que « des travaux d’amélioration de la performance énergétique soient réalisés dans les bâtiments existants à usage tertiaire ou dans lesquels s’exercent une activité de service public dans un délai de 8 ans à compter du 1er janvier 2012. ». Les modalités de ce texte devaient être définis par décret. Cette obligation a été reprise dans la Loi de transition énergétique pour la croissance verte puis par la Loi portant évolution du logement, de l'aménagement et du numérique. Le Décret tertiaire est entré en vigueur le 1er octobre 2019.
Les différentes parties prenantes de l'immobilier ont été associées à l'élaboration d'un rapport de recommandations pour le décret d'application (Rapport Gauchot, 2011). Ce rapport a souligné le manque de données sur la performance énergétique des bâtiments, essentielles pour définir des objectifs d'amélioration de la performance énergétique et en suivre l'atteinte,,. 

## Historique
Face à ce constat, 7 acteurs de l'immobilier, Altarea Cogedim, Amundi Immobilier, l’Arseg, La Française Real Estate Managers, Nexity, Sinteo et Société de la tour Eiffel, ont fondé une association pour mettre en commun des données de consommation énergétique de leurs bâtiments et ainsi mieux comprendre les déterminants de la performance énergétique. 
En 2015, un partenariat a été établi avec le GRESB afin d'étudier la performance RSE des acteurs immobiliers en France, et avec le Better Buildings Partnership pour encourager le partage d'expériences entre acteurs français et britanniques.
En 2016, l'OID rejoint le Bureau du Plan Bâtiment durable (Mission rattachée à la Direction Générale de l’Aménagement, du Logement et de la Nature (DGALN) du Ministère de la Transition écologique et Solidaire et du Ministère de la Cohésion des Territoires).
En 2016 et 2017, l'OID a contribué à l'élaboration des actions relatives aux bâtiments dans le Plan Climat Air Energie de la Ville de Paris, par l'animation du secteur de l'immobilier de bureaux et la participation aux Task Force organisées par l'Agence Parisienne du Climat en matière de santé, confort et bien-être dans l'immobilier. L’animation de cette communauté se poursuit et a été élargie en 2018 aux acteurs de l’aménagement. 
En 2018, L’OID publie son premier Baromètre de l’Immobilier Responsable,,,,,. Ce Baromètre évalue le niveau d’avancement global du secteur de l'immobilier d’investissement sur ses enjeux ESG (enjeux Environnementaux, Sociaux et de Gouvernance), et ce pour différentes typologies d’acteurs tels que les sociétés cotées (SIIC), les fonds non cotés (SCPI, OPCI grand public, OPCI professionnels) et les investisseurs institutionnels (assurances, mutuelles, etc.). 
Fort de la consolidation de son expertise[non neutre],,,,,, l’OID a participé à la concertation sur la rédaction du décret tertiaire, qui mettra en application l’article 175 de la loi ELAN (loi portant Evaluation du Logement de l'Aménagement et du Numérique) promulguée le 23 novembre 2018, relatif à l’obligation de réduire les consommations énergétiques du parc tertiaire français.
L’OID a également participé à la consultation pour la fiabilisation du Diagnostic de Performance Energétique (DPE) pour les bâtiments engagée par la DHUP (direction de l'habitat, de l'urbanisme et des paysages) et l’ADEME[réf. souhaitée]. Par ailleurs, l’expertise de l’OID a été sollicitée dans l’élaboration de la Règlementation Environnementale 2020, qui succèdera à la Réglementation thermique 2012[réf. souhaitée].
Depuis 2018, l’OID participe aux conférences des Nations Unies sur les changements climatiques en tant que copilote du groupe Adaptation des bâtiments au changement climatique de l’Alliance mondiale pour les Bâtiments et la Construction[réf. nécessaire].

## Activités principales
Les thématiques principales abordées par l'OID sont : l'énergie, le carbone, l'adaptation au changement climatique, la finance responsable, la biodiversité, l'innovation, la transition numérique, les nouveaux modes de travail, l'économie circulaire et la RSE. L'OID réalise des études et publications et anime des groupes de travail. 
Depuis 2012, l'OID publie tous les ans le Baromètre de la performance énergétique et environnementale des bâtiments tertiaires,. Accessible publiquement, le Baromètre présente les principaux indicateurs de performance énergétique et environnementale des bâtiments à partir d'une base de 7 000 immeubles de bureaux, de commerce, de logistique et résidentiels en France. En 2019, il a été publié à partir d'une base de plus de 19 500 bâtiments sur 42 millions de mètres carrés, alimentée par une trentaine de contributeurs[réf. nécessaire].

## Gouvernance
Au 1er janvier 2020, le conseil d’administration réunit :
- AG2R LA MONDIALE
- Amundi Immobilier
- Arseg
- Bouygues Bâtiment Île-de-France
- Didier Kechemair
- La Française Real Estate Managers
- Nexity
- Perial Asset Management
- Poste Immo
- Société de la Tour Eiffel

L'OID est membre des instances suivantes :
- Alliance mondiale pour les bâtiments et la construction[25] (Global alliance for Buildings and Construction), établie à la suite de la COP21[26] ;
- Bureau du Plan Bâtiment Durable ;
- Climate Bonds Initiative[27].

Depuis sa création, l’OID développe des partenariats sur différents sujets, en particulier avec : l’ADEME, l’ADI, l’Agence Parisienne du Climat, l'Alliance Mondiale pour les Bâtiments et la Construction, l’ARSEG, l’ASPIM, BBCA, le BBP (Better Buildings Partnership), EY & Fondation Palladio, la FSIF, l’IEIF, le MTES, le Plan Bâtiment Durable, le GRESB, Paris & Co, Paris La Défense et la ville de Paris.